# Ligament piso-métacarpien
Le ligament piso-métacarpien (ou ligament pisi-métacarpien) est un ligament de l'articulation de l'os pisiforme.
Le ligament piso-métacarpien relie la partie distale du pisiforme et le la base du cinquième métacarpiens. C'est un prolongement du tendon du muscle fléchisseur ulnaire du carpe.